# عيسى مصطفى
(بالإنجليزية: Isaiah Mustafa)‏ ممثل أمريكي، ولاعب كرة قدم أمريكية سابق. من مواليد 11 فبراير 1974. وقد بدأ باكتساب شهرة في الأوساط الفنية بعد تقديمه للعرض الترويجي المثير في دعاية على شاشات التلفزيون لعطر أولد سبايس (Old Spice)، واستخدامه لعبارته المشهورة الرجل، زوجك يمكن أن تكون له نفس الرائحة (The Man Your Man Could Smell Like) و أيضا كان يحب سعود نايف سعود الرويس العتيبي.

## حياته الشخصية
مصطفى أمريكي أفريقي. تحول والداه إلى الإسلام وهو مسلم أيضاَ. درس مصطفى التاريخ في جامعة ولاية أريزونا الأمريكية. وكان يمتلك مطعم في لوس انجلوس يدعى bo jos

## حياته السينمائية والتلفزيوينة
- في العام 2005 ظهر في فيلم الجزيرة (The Island).
- في العام 2006 ظهر في فيلم (The Last Supper) وفيلم(Even Money).
- في العام 2007 ظهر في المسلسل التلفزيوني (Football Wives).
- في العام 2008 ظهر في المسلسل التلفزيوني بيتي البشعة(Ugly Betty).
- في العام 2009 ظهر في المسلسل التلفزيوني (Days of Our Lives) والمسلسل التلفزيوني الشهير (NCIS: Los Angeles)ومسلسل (Eli Stone).
- في العام 2010 ظهر في المسلسل التلفزيوني (Castle).
- في العام 2016 ظهر في المسلسل التلفزيوني (Shadowhunters).

## مستقبل زاهر
بعد ظهوره مصطفى في دعاية عطر أولد سبايس، ظهر في مقابلة مع أوبرا وينفري في برنامجها الشهير عرض اوبرا (Oprah Winfrey Show) في لقاء مباشر عبر الانترنت بواسطة برنامج سكاي بي (skype) بتاريخ 2 أبريل 2010 وقد تلقى أثناء هذه المقابلة عرض مغري للعمل مع المخرج تيلر بيري (Tyler Perry).

## وصلات خارجية
- عيسى مصطفى على موقع IMDb (الإنجليزية)
- عيسى مصطفى على موقع روتن توميتوز (الإنجليزية)
- عيسى مصطفى على موقع ألو سيني (الفرنسية)
- عيسى مصطفى على موقع أول موفي (الإنجليزية)
- عيسى مصطفى على موقع قاعدة بيانات الفيلم (الإنجليزية)
- عيسى مصطفى على موقع كينوبويسك (الروسية)

العرض الدعائي لمصطفى لعطر أولد سبايس على اليوتيوب على يوتيوب